# 바실 레프스키 국립 경기장
바실 레프스키 국립 경기장(불가리아어: Национален стадион „Васил Левски“)은 불가리아 소피아에 위치한 다목적 경기장으로 수용 인원은 43,230명이다. 경기장 이름은 불가리아의 혁명가이자 국가 영웅인 바실 레프스키에서 유래된 이름이다.
주로 불가리아 축구 국가대표팀의 홈 구장으로 사용되고 있으며 불가리아컵 결승전, 불가리아 육상 선수권 대회가 이 곳에서 열린다. 가끔은 콘서트장으로 사용되기도 한다.